# Sternotomis callais
Sternotomis callais es una especie de escarabajo longicornio del género Sternotomis, subfamilia Lamiinae. Fue descrita científicamente por Fairmaire en 1891.
Se distribuye por Guinea Ecuatorial, República Democrática del Congo, Gabón, República Centroafricana, Angola y Camerún. Posee una longitud corporal de 16-23 milímetros. El período de vuelo de esta especie ocurre en los meses de febrero, agosto, septiembre, noviembre y diciembre.
Parte de su alimentación se compone de plantas de las familias Moraceae y Rubiaceae.

## Coloración
Las escamas del escarabajo africano de cuernos largos exhiben un color verde brillante debido a una red de cutícula periódica similar a un cristal fotónico, y se descubrió que la red tridimensional de la cutícula estaba modelada adecuadamente por el cristal fotónico I-WP. Aunque se describió matemáticamente en 1970, esta es la primera vez que se observa este tipo de estructura de cristal fotónico en la naturaleza.
El rango de longitud de onda del color verde corresponde a la frecuencia de la banda fotónica.